# Новый (Ленинск-Кузнецкий район)
Но́вый — посёлок в Ленинск-Кузнецком районе Кемеровской области. Входит в состав Чусовитинского сельского поселения.

## Географическое положение
Центральная часть населённого пункта расположена на высоте 214 метров над уровнем моря.

## История
Указом Президиума Верховного Совета РСФСР от 15 августа 1963 года посёлок фермы № 1 откормсовхоза мяскомбината Ленинск-Кузнецкого сельского района переименован в посёлок Новый.

## Население
| 2010 |
| ---- |
| 544  |

По данным Всероссийской переписи населения 2010 года, в посёлке Новый проживает 544 человека (251 мужчина, 293 женщины).

## Улицы
- Юбилейная
- Весенняя
- Победы
- Зелёная
- Луговая
- Булдыгина
- Молодёжная